# 席应真
席应真（1301年—1381年），又名席应珍，字心斋，号子阳子，江苏常熟人，元末明初道士。少年離家學習道家、道教，最後學成符籙、煉丹，兼通儒家典籍，尤其精通《易经》，也旁通佛教典籍跟咒術。明成祖朱棣的帝師獨庵道衍（俗名姚廣孝）曾拜其为师，學習占星、卜卦。